# Lili møder en dum unge
|  | Denne artikel er oprettet af botten Steenthbot ud fra en ekstern database. Den kan derfor have sproglige fejl eller mangler. Denne skabelon kan fjernes efter kontrol af indholdet. |

Lili møder en dum unge er en dansk animationsfilm fra 2015 instrueret af Siri Melchior.

## Handling
Lili møder en dum unge. Lili hører en dum unge inde på den anden side af hækken. Lili hader dumme unger. Og når Lili smider ting over hækken , smider den dumme unge dem tilbage! Lili må hævne sig og finder et hul i hækken. Men tænk, den dumme unge ligner hende på en prik! Og så hedder hun Lola. Lili er en serie af film om at være 3 år.